# Мартыненко, Михаил Дмитриевич
Михаил Дмитриевич Мартыненко (бел. Михаил Дзмітрыевіч Мартыненка, род. 22 октября 1937, село Крупская, Брагинский район, Гомельская область — 2011) — советский математик, доктор физико-математических наук (1972, Некоторые пространственные задачи теории упругости), профессор (1976).

## Биография
Окончил Львовский государственный университет (1959). С 1971 года работает в БГУ. Научные труды по интегральным уравнениям и их приложениям. Разработал новый метод интегральных уравнений для эллиптических краевых задач в областях сложной строения и параболических задач без начальных данных, предложил метод дельта-подобной аппроксимации для решения интегральных уравнений первого рода.
Научный руководитель 21 кандидатских и 2 – докторских диссертаций. Автор свыше 200 научных работ. 

## Научные работы
- Развитие теории контактных задач в СССР. М., 1976;
- Метод квазифункций Грина в механике деформируемого твёрдого тела. Мн., 1993 (вместе с Н. Журавковим);
- Теоретические основы деформационной механики блочно-слоистого массива соляных горных пород. Мн., 1995 (вместе с Н. Журавковым).